# Robert Vallis
Robert Vallis (Inglaterra, 1876 – Brighton, Sussex, 19 de dezembro de 1932) foi um ator britânico da era do cinema mudo.

## Filmografia selecionada
- A Son of David (1920)
- Her Benny (1920)
- Gwyneth of the Welsh Hills (1921)
- General John Regan (1921)
- A Gentleman of France (1921)
- The Four Just Men (1921)
- Squibs' Honeymoon (1923)
- Hurricane Hutch in Many Adventures (1924)
- Not for Sale (1924)